# Onthophagus napolovi
Onthophagus napolovi är en skalbaggsart som beskrevs av Kabakov 1998. Onthophagus napolovi ingår i släktet Onthophagus och familjen bladhorningar. Inga underarter finns listade i Catalogue of Life.